# Meißel

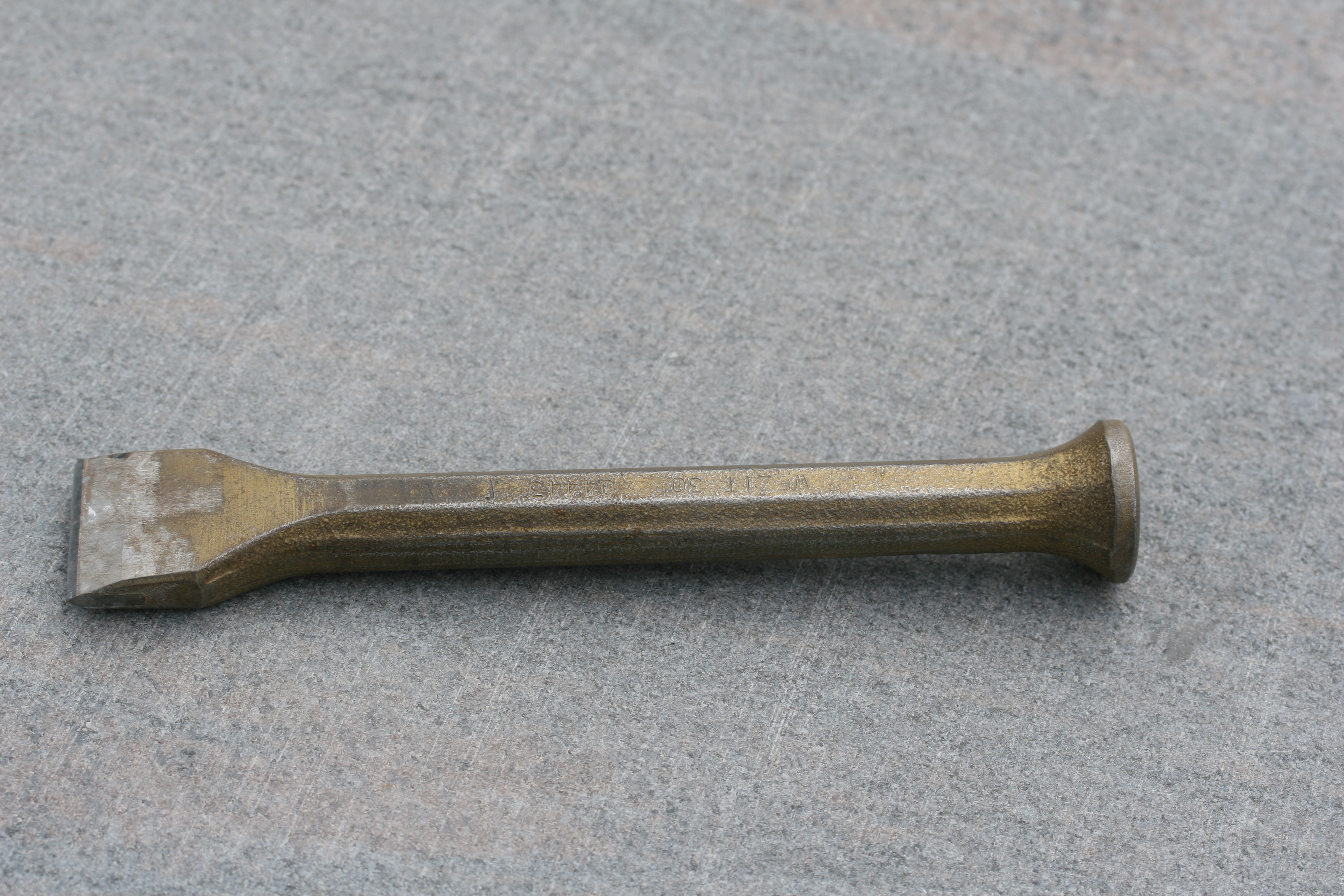
Steinmetz-Schlageisen mit Hartmetallschneide und sogenanntem Knüpfelkopf

Der Meißel (von mittelhochdeutsch meizel) ist ein Werkzeug, das zum Trennen oder Bearbeiten unterschiedlicher Stoffe (im Wesentlichen Stein, Metall oder auch Knochen) verwendet wird. Hierbei handelt es sich um ein Werkzeug aus Stahl, das eine gehärtete keilartige Schneide sowie eine ungehärtete Schlagfläche aufweist.
Meißel werden mit Hilfe eines Hammers dazu eingesetzt, Bearbeitungsgegenstände zu teilen oder von diesen Teile abzutrennen. Zu den gängigen Typen, die in verschiedenen Größen und Ausführungen existieren, gehören Flachmeißel, Nutenmeißel, Aushaumeißel, Stegmeißel (Trennstemmer) und Kreuzmeißel. Sonderformen sind das Scharrier-, Bossier-, Schlag-, Zahn- und Sprengeisen usw. (Meißel werden von Steinmetzen als Eisen bezeichnet). Zum Hammer sagen die Steinmetze Fäustel. Fäustel und Eisen sowie weitere von Hand geführte metallene Werkzeuge werden von den Stein-Fachleuten als Geschirr bezeichnet und gehören zur Grundausrüstung bei der Steinbearbeitung.
Meißel werden in der Metallbearbeitung durch Schmiede/Kunstschmiede und Metallbauer, in der Steinbearbeitung von Steinmetzen oder auch in der Medizin zur Durchtrennung von Knochen (Osteotomie/Stomatologie) eingesetzt. Daneben gibt es auch motorgetriebene Meißel an Abbruchhämmern, Drucklufthämmern, Abbauhämmern und Bohrhämmern.
Von Laien werden die Begriffe Stemmeisen und Meißel entgegen der Fachsprache auch austauschbar verwendet.

## Spezielle Meißel

### Spezielle Eisen (Meißel) der Steinmetzen und Steinbildhauer
- Zahneisen
- Schlageisen
- Scharriereisen
- Beizeisen
- Spitzeisen
- Sprengeisen
- Bildhauereisen
- Hundezahn
- Kehleisen
- Bossiereisen

### Meißel der Metallbearbeitung
- Flachmeißel
- Kreuzmeißel
- Nutenmeißel
- Stegmeißel (Trennstemmer)
- Aushaumeißel – auch Kaltschrotmeißel[1][2] (Schmiedetechnik)
- Schermeißel – auch Warmschrotmeißel[3] (Schmiedetechnik)
- Setzholz zum Treiben von Bleiblech in der Klempnerei
- Funkenfreie Meißel aus Berylliumbronze

### Fräsmeißel
Im Straßenbau werden an Kaltfräsen rotierende Walzen eingesetzt, die mit Fräsmeißeln bestückt sind. Diese haben die Form eines Kreisels und sind auswechselbar.

### Bohrmeißel

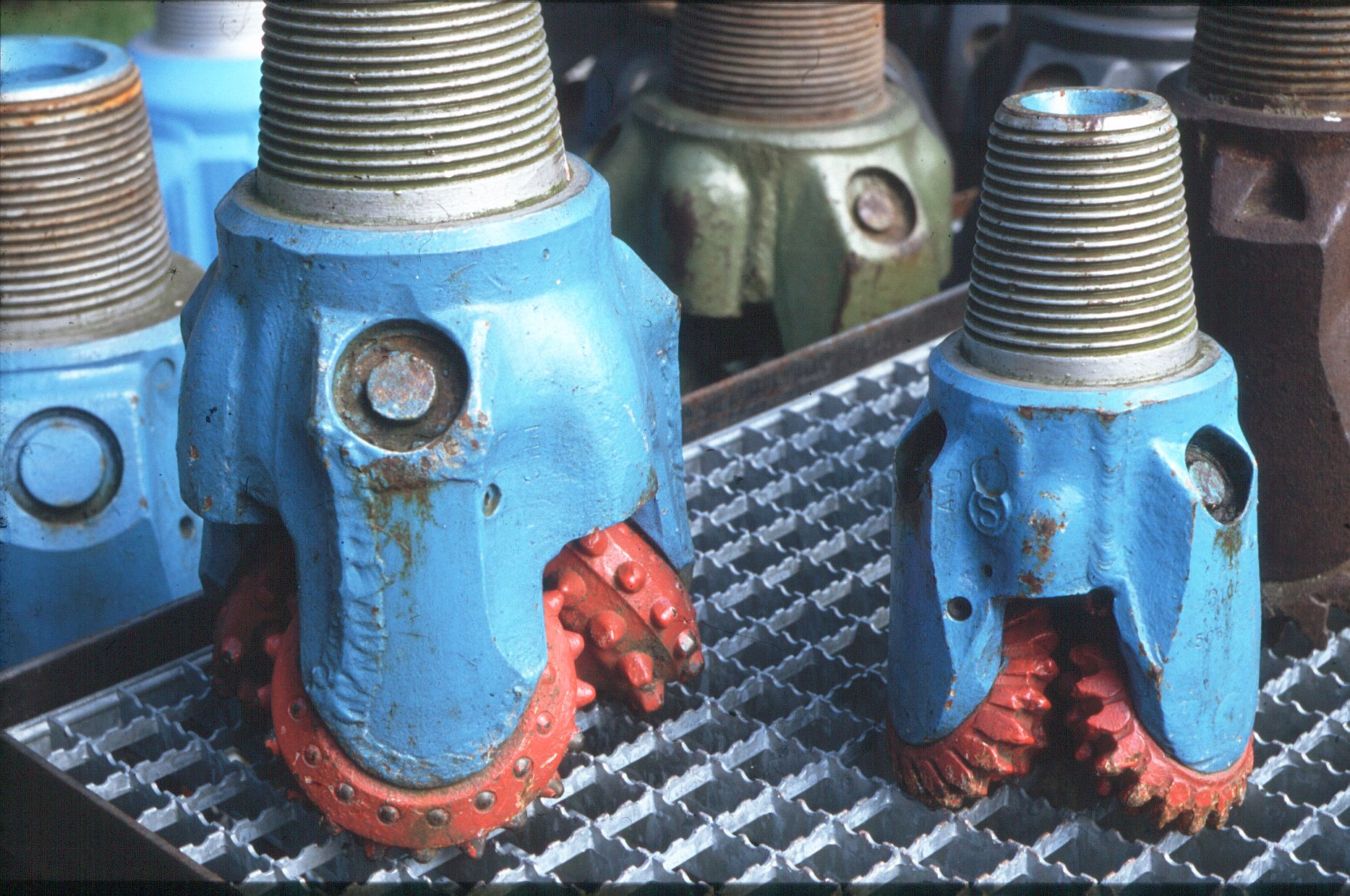
Tiefbohr-Rollenmeißel mit je 3 gezähnten Kegelrädern

In der Tiefbohrtechnik – zumeist zum Zweck der Erschließung von Erdöl- und Erdgaslagerstätten – werden als Meißel bezeichnete Bohrköpfe verwendet. Die zu diesem Zweck verbreitetste Form stellt der Rollenmeißel dar, bei dem gezähnte Kegelräder bei Drehung des Meißels das zu durchbohrende Gestein zerkleinern. Für Bodenprobenentnahmen sind spezielle Hohlmeißel üblich, siehe Pürckhauer-Bohrstock.

## Meißel (Archäologie)

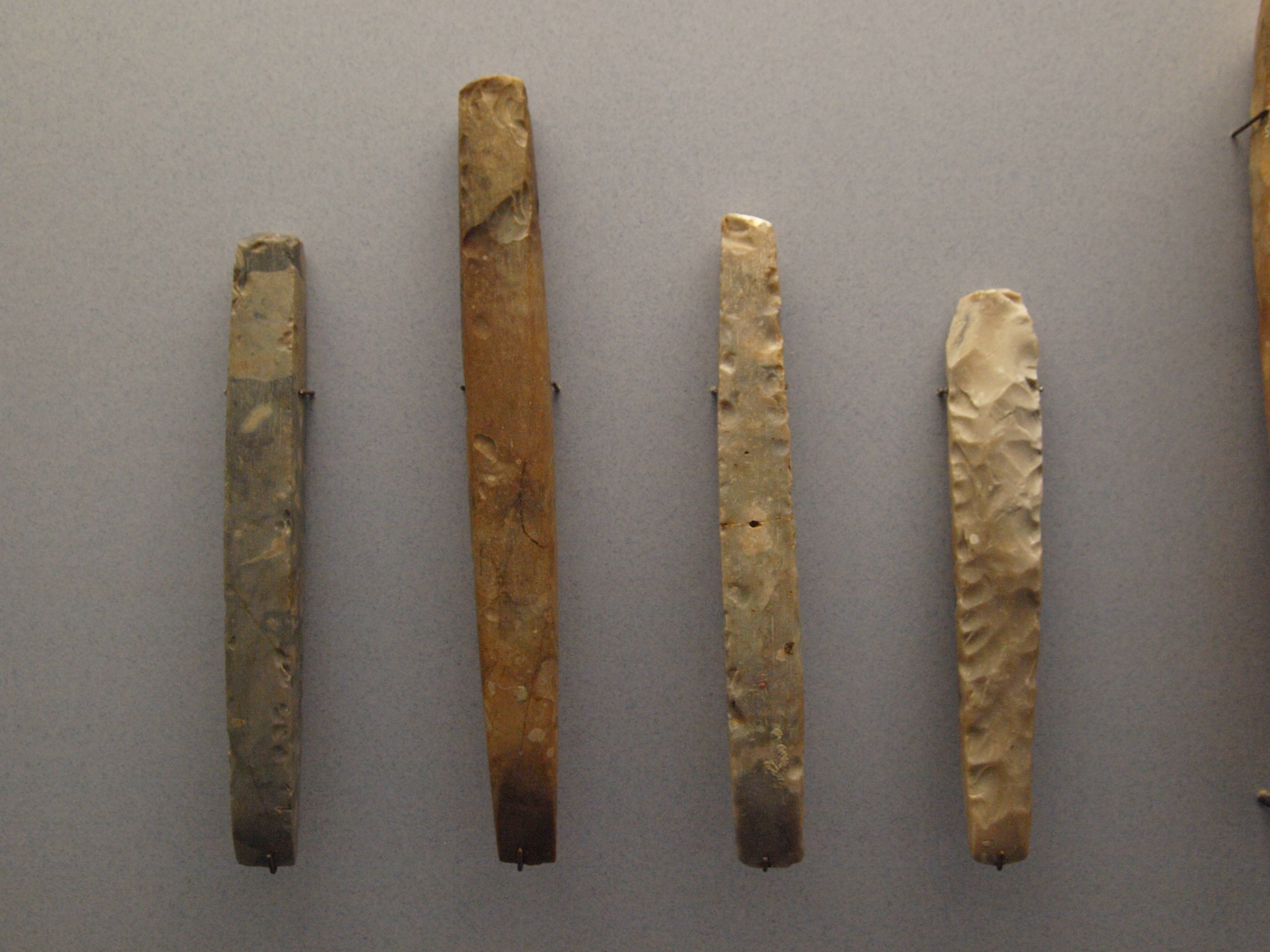
Meißel der Trichterbecherkultur um 4100 bis 2700 v. Chr. aus Schleswig-Holstein

Hier werden Meißel als Gegenstand der Beforschung behandelt. (Meißel können andererseits auch als Werkzeug der Suche in der Archäologie dienen.)
Meißel sind lange, schmale Arbeitsmittel, die der Zerspanung dienten. Der Querschnitt kann recht- oder achteckig, rund oder quadratisch sein. Die Schneide ist in der Breite etwa gleich groß wie die Dicke, die Länge liegt bei etwa 15 cm. Der Meißel ist ein formveränderndes Werkzeug, auf das mit einem anderen Gerät geschlagen wird. Als Schlegel eigneten sich z. B. Hölzer und Schlagsteine. Der Meißel lässt sich mit dosierten Schlägen in ein Material eintreiben (z. B. beim Spalten von Fischbein, Knochen oder Geweih). Der Hohlmeißel ist zur Schneide konkav (nach innen) gewölbt und dient der Aushöhlung.
Vorzeitliche Meißel bestehen aus Feuerstein, Gestein, Geweih, Knochen, Zahnbein, z. B. vom Mammut oder Bernstein. Sie wurden vor allem in der Levallois- und der Abschlagtechnik eingesetzt. Sie sind seit dem ausgehenden Paläolithikum bekannt, fanden ihre größte Verbreitung als Schmal- oder Hohlmeißel im Neolithikum. Ewald Schuldt fand in 106 Megalithanlagen in Mecklenburg-Vorpommern 60 Flach- und 36 Hohlmeißel. Der älteste geschliffene Knochenmeißel stammt aus Přezletice in Tschechien und ist etwa 700.000 Jahre alt.
Die bisher ersten Nachweise durch Verhüttung hergestellter Meißel aus fast reinem Kupfer entstammen dem 6. vorchristlichen Jahrtausend aus dem heutigen Serbien (Pločnik). Deren Schneiden wurden kalt ausgeschmiedet und somit verfestigt.

## Einzelbelege
1. ↑  Hermann Hundeshagen: Der Schmied am Amboß. Ein praktisches Lehrbuch für alle Schmiede. Abb. Kaltschroten u. Erläuterung siehe S. 111, ISBN 3-88746-430-3, abgerufen am 2. Oktober 2013.
2. ↑  Kaltschrotmeißel. In: Angele (Maschinenbauer- u. Schmiedeausrüster). Abgerufen am 15. Januar 2022.
3. ↑  Abb. Warmschrotmeißel (Memento des Originals vom 5. Oktober 2013 im Internet Archive)  Info: Der Archivlink wurde automatisch eingesetzt und noch nicht geprüft. Bitte prüfe Original- und Archivlink gemäß Anleitung und entferne dann diesen Hinweis. abgerufen am 2. Oktober 2013.
4. ↑  A. A. Abbasi, Shiv Kumar Tiwari: Dimensions of human cultures in central India, herausgegeben durch: Sarup & Sons, 2001.
5. ↑  A. Ono: Flaked bone tools and the Middle to Upper Paleolithic transition: A brief perspective. In: Archaeology, Ethnology, Anthropology Eurasia, Band 28, Nr. 1, 2010, S. 38–47, doi:10.1134/S1563011006040050.
6. ↑  I. Morley: Mousterian Musicianship? The case of the Divje babe I bone. In: Oxford J. Archaeology, Band 25, 2006, S. 317–344, doi:10.1111/j.1468-0092.2006.00264.x.
7. ↑  Petr Neruda, Karel Valoch: Palaeolithic people and Moravian Caves. In: Scripta Fac. Sci. Nat. Univ. Masaryk. Brun. Band 35 (2005), 2007, S. 65–76 (PDF (Seite nicht mehr abrufbar, festgestellt im Mai 2019. Suche in Webarchiven)  Info: Der Link wurde automatisch als defekt markiert. Bitte prüfe den Link gemäß Anleitung und entferne dann diesen Hinweis.).
8. ↑  Timothy Champion, Clive Gamble, Stephen Shennan, Alisdair Whittle: Prehistoric Europe, herausgegeben von: Left Coast Press, 2009.
9. ↑  7500 Jahre alte Werkzeuge. Nachricht auf n-tv, 22. September 2009 (abgerufen am 2. Oktober 2013).
10. ↑  Angelika Franz: Archäologen rätseln über 7000 Jahre alte Kupferfunde. In: Spiegel Online vom 27. Dezember 2010 (abgerufen am 2. Oktober 2013).